# Krumme Lake
Die Krumme Lake (nicht zu verwechseln mit Krumme Lanke, vgl. Lanke, oder Krumme Laake) ist ein Fließ und das nach ihm benannte und unter Naturschutz stehende Feuchtgebiet zwischen den Berliner Ortsteilen Grünau und Schmöckwitz im Bezirk Treptow-Köpenick.

## Beschreibung
Der ursprüngliche Nebenarm der Dahme mit den Resten eines Auwaldes ist ein Natur- und Wasserschutzgebiet.
Historisch war der Oberlauf der Krummen Lake ein Wasserlauf namens Ochsenkopflaake, der aus dem Bereich der heutigen Schmöckwitzer Siedlung (Bahnübergang Waldstraße, Plumpengraben) kommend entlang der westlichen Siedlungsgrenze Karolinenhofs zur Dahme floss und mit einem Seitenarm Höhe Rehfeldstraße in Karolinenhof, mit dem anderen entsprechend dem heutigen Verlauf der Krummen Lake weiter floss.

## Flora und Fauna
Die Krumme Lake besteht aus einem zusammenhängenden Feuchtgebietskomplex im Kernbereich des Grünauer Forstes, der größtenteils mit Kiefern bewaldet ist.

### Flora
Im Feuchtgebiet bilden Erlenbruchwälder, Seggenriede, Röhrichte und von Grundwasser beeinflusste Birken-Stieleichenwälder einen Standort für Pflanzenarten die an feuchte, beziehungsweise wechselfeuchte Bedingungen angepasst sind.

### Fauna
Im Naturschutzgebiet Krumme Lake wurden sieben Amphibienarten nachgewiesen, darunter auch der besonders geschützte Kammmolch. Für den Dreistachligen Stichling bieten die kleinteiligen Wasserflächen, die an Altarme von Flüssen erinnern, gute Lebensräume. Auf den angrenzenden Wiesenflächen wurden 478 Arten festgestellt, darunter viele Schmetterlingsarten.

## Naturerlebnis
Entlang der Krummen Lake können Besucher auf schmalen Wegen die abwechslungsreiche Natur erkunden.

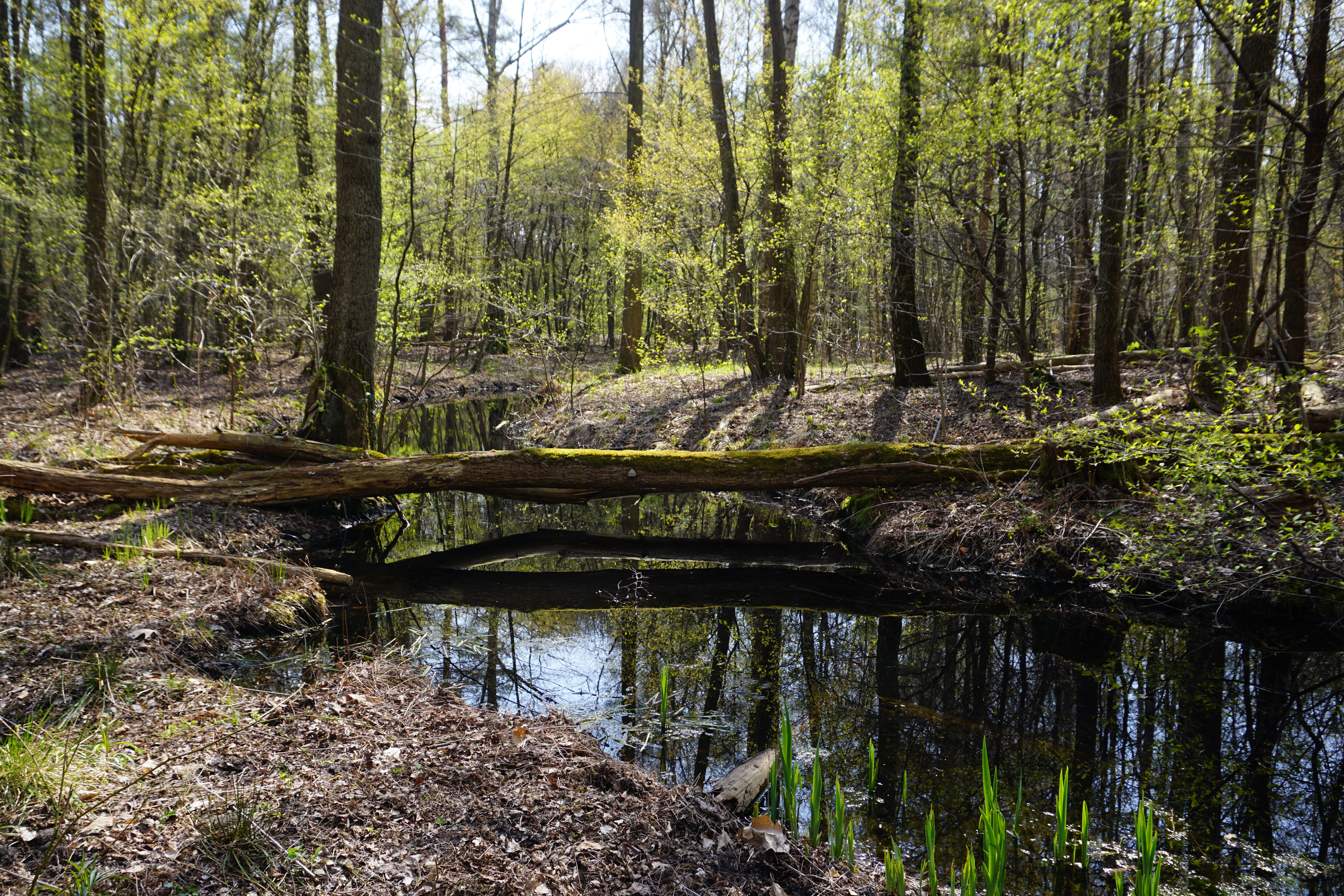
Krumme Lake im Frühling
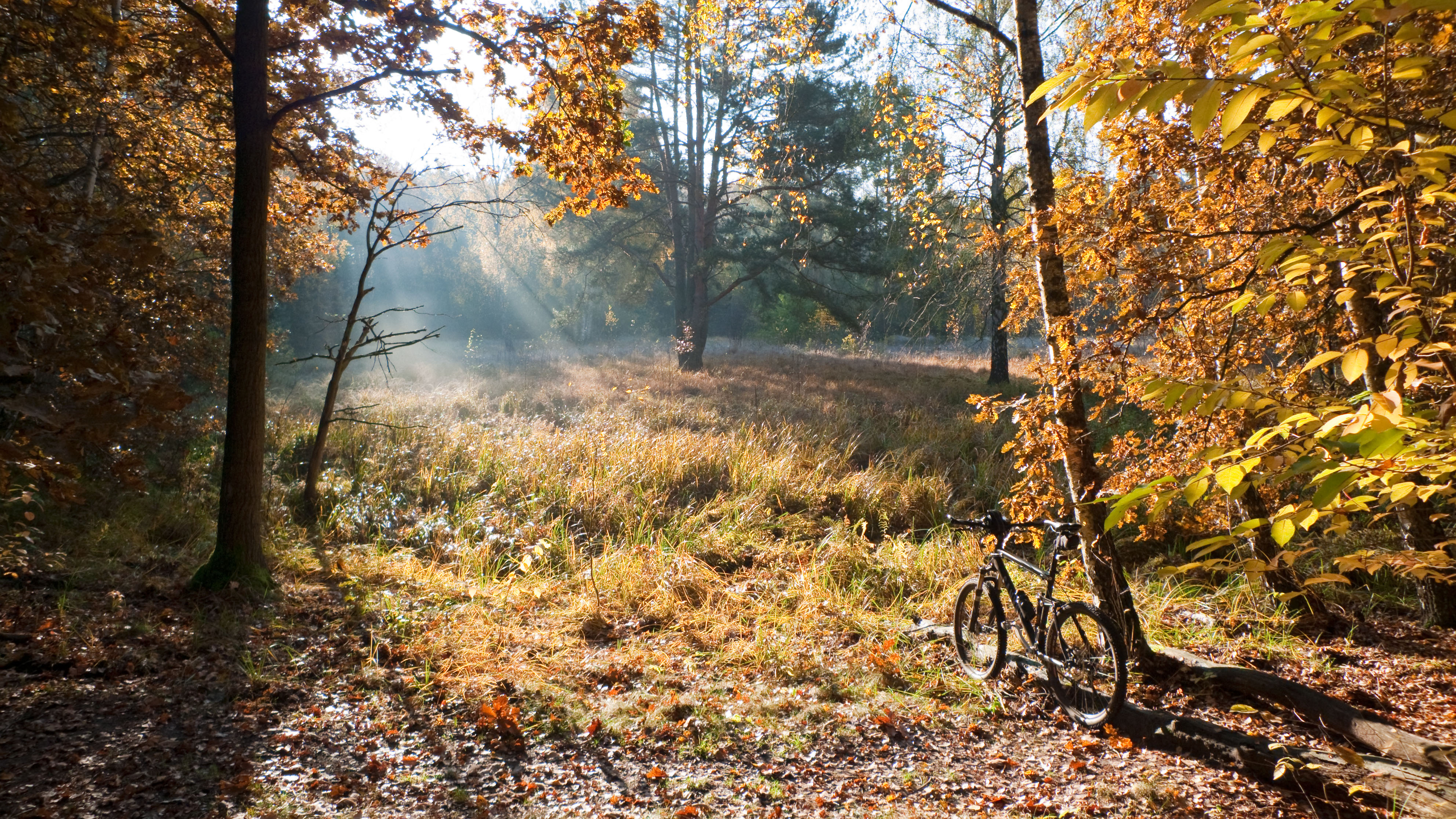
Krumme Lake im Herbst
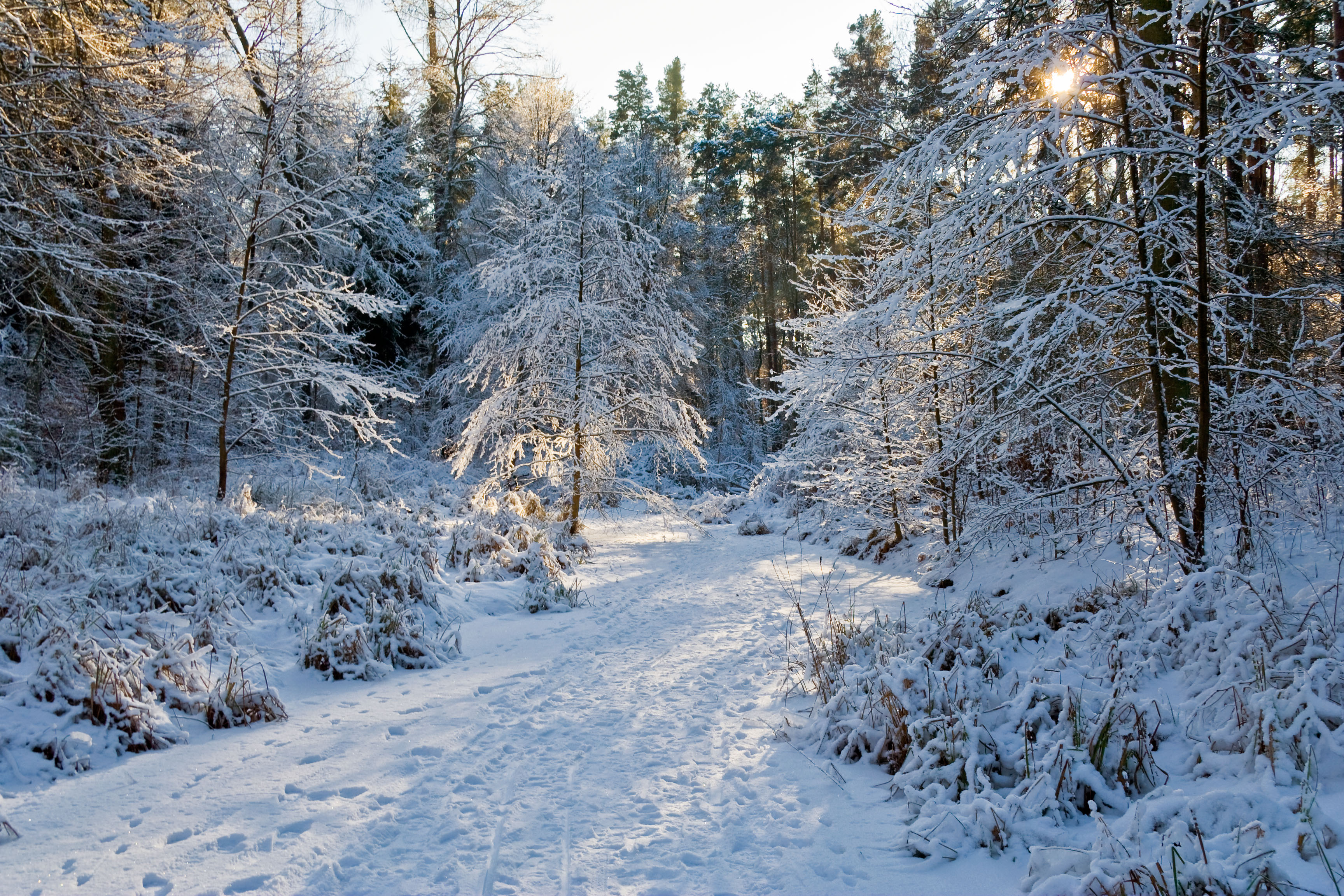
Krumme Lake im Winter